# Okhta
L’Okhta (en russe : О́хта) est une rivière de l’Oblast de Léningrad arrosant les quartiers est de Saint-Pétersbourg, en Russie. C'est le plus grand tributaire de la Neva par la rive droite, qu'elle rejoint à 12 km en amont de son embouchure, dans Saint-Pétersbourg intra muros. Le lac de retenue de Rzhevsky (long de 5 km, large de 120 m, d'un volume de 4 000 000 m3) a été édifié sur l’Okhta. Son principal tributaire est l’Okkervil. La datcha Outkina se trouve à l'embouchure de l’Okkervil.

## Source
- (en) Cet article est partiellement ou en totalité issu de l’article de Wikipédia en anglais intitulé « Okhta River (Neva basin) » (voir la liste des auteurs).